# Bob Foster (Boxer)
Bob Foster (* 27. April 1938 in Borger, Texas; † 21. November 2015 in Albuquerque, New Mexico) war ein US-amerikanischer Boxer.

## Laufbahn
Als Amateur belegte Foster bei den Panamerikanischen Spielen 1959 in Chicago den zweiten Platz in der Mittelgewichtsklasse.
1961 begann er seine Profikarriere. Am 24. Mai 1968 wurde er mit einem K. o. in der vierten Runde gegen Dick Tiger WBA- und WBC-Weltmeister im Halbschwergewicht. Der K. o. war derartig brutal, dass sich dadurch eine Reputation als härtester Schläger der Halbschwergewichtsgeschichte aufbaute. Auch der vorher ungeschlagene Mike Quarry (36-0) und Olympiasieger Chris Finnegan wurden vorzeitig besiegt.
Am 18. November 1970 trat er gegen Weltmeister Joe Frazier an, um den Schwergewichtstitel zu gewinnen, verlor aber durch K. o. in der zweiten Runde. Bei seinem nächsten Versuch im Schwergewicht zwei Jahre später traf er auf den rund 19 kg schwereren Muhammad Ali und unterlag erneut vorzeitig. Er verlor alle seine fünf Kämpfe im Schwergewicht.
Nach einem glücklichen Unentschieden gegen Jorge Víctor Ahumada legte Foster 1974 seine Halbschwergewichtstitel nieder und kündigte seinen Rücktritt an, bestritt jedoch bis zu seinem endgültigen Karriereende 1978 noch einige weitere bedeutungslose Kämpfe.
Das Ring Magazine wählte ihn hinter Ezzard Charles und Archie Moore zum drittbesten Halbschwergewichtler aller Zeiten. 1990 fand Foster Aufnahme in die International Boxing Hall of Fame.